# Itō-Linie
| Triebzug der Baureihe 185 zwischen Kinomiya und Izu-Taga |                   |                            |                            |
| |                   |                            |                            |
| Streckenlänge: | 16,9 km           |                            |                            |
| Spurweite: | 1067 mm (Kapspur) |                            |                            |
| Stromsystem: | 1500 V =          |                            |                            |
| Maximale Neigung: | 25 ‰              |                            |                            |
| Minimaler Radius: | 240 m             |                            |                            |
| Streckengeschwindigkeit: | 95 km/h           |                            |                            |
| Zweigleisigkeit: | Atami–Kinomiya    |                            |                            |
| |                   |                            |                            |
| Gesellschaft: | JR East           |                            |                            |
| \| \| \| ↑ Tōkaidō-Hauptlinie \| 1925– \| \| \| \| ↑ Tōkaidō-Shinkansen \| 1964– \| \| \| 0,0 \| Atami (熱海) \| 1925– \| \| \| \| \| \| \| \| \| \| \| \| \| 1,2 \| Kinomiya (来宮) \| 1935– \| \| \| \| ← Tōkaidō-Hauptlinie \| 1925– \| \| \| \| \| \| \| \| \| Fudō-Tunnel (1795 m) \| \| \| \| 6,0 \| Izu-Taga (伊豆多賀) \| 1935– \| \| \| \| \| \| \| \| \| \| \| \| \| 8,7 \| Ajiro (網代) \| 1935– \| \| \| \| Shin-Usami-Tunnel (2941 m) \| \| \| \| 13,0 \| Usami (宇佐美) \| 1938– \| \| \| 16,9 \| Itō (伊東) \| 1938– \| \| \| \| ↓ Izu-Kyūkō-Linie \| 1961– \| |                   |                            |                            |
| Strecke |                   | ↑ Tōkaidō-Hauptlinie       | 1925–                      |
| Strecke · Strecke |                   | ↑ Tōkaidō-Shinkansen       | 1964–                      |
| | 0,0               | Atami (熱海)               | 1925–                      |
| Strecke |                   |                            |                            |
| Tunnel · Tunnel · Tunnel |                   |                            |                            |
| Strecke nach rechts · Blockstelle · Bahnhof | 1,2               | Kinomiya (来宮)            | 1935–                      |
| Strecke quer · Strecke nach rechts · Tunnel |                   | ← Tōkaidō-Hauptlinie       | 1925–                      |
| Tunnel |                   |                            |                            |
| Tunnel |                   | Fudō-Tunnel (1795 m)       | Fudō-Tunnel (1795 m)       |
| Bahnhof | 6,0               | Izu-Taga (伊豆多賀)        | 1935–                      |
| Tunnel |                   |                            |                            |
| Tunnel |                   |                            |                            |
| Bahnhof | 8,7               | Ajiro (網代)               | 1935–                      |
| Tunnel |                   | Shin-Usami-Tunnel (2941 m) | Shin-Usami-Tunnel (2941 m) |
| Bahnhof | 13,0              | Usami (宇佐美)             | 1938–                      |
| Bahnhof | 16,9              | Itō (伊東)                 | 1938–                      |
| Strecke |                   | ↓ Izu-Kyūkō-Linie          | 1961–                      |

Die Itō-Linie (jap. 伊東線, Itō-sen) ist eine Eisenbahnstrecke auf der japanischen Insel Honshū, die von der Bahngesellschaft East Japan Railway Company (JR East) betrieben wird. In der Präfektur Shizuoka verläuft sie von Atami parallel zur Ostküste der gebirgigen Izu-Halbinsel nach Itō.

## Beschreibung
Die in Kapspur (1067 mm) verlegte Itō-Linie ist 16,9 km lang, erschließt sechs Bahnhöfe und ist mit 1500 V Gleichspannung elektrifiziert. Nördlicher Ausgangspunkt ist der Bahnhof Atami. Bis zum nachfolgenden Bahnhof Kinomiya verläuft die Strecke parallel zur Tōkaidō-Hauptlinie und dem Tōkaidō-Shinkansen. Während die auf der Itō-Linie verkehrenden Züge in Kinomiya halten, nutzen die Tōkaidō-Nahverkehrszüge diesen Bahnhof lediglich als Wendemöglichkeit. Ab dort ist die Strecke eingleisig (wobei an allen Zwischenhalten Zugkreuzungen möglich sind) und führt südwärts durch gebirgiges Gelände entlang der Küste der Sagami-Bucht. Fast ein Drittel der Strecke verläuft durch Tunnel, der längste ist der Shin-Usami-Tunnel (2941 m). Im Bahnhof Itō schließt nahtlos die Izu-Kyūkō-Linie an.

## Züge
Betrieblich bilden die Itō-Linie und die Izu-Kyūkō-Linie eine Einheit, die Trennung ist lediglich eigentumsrechtlich. Izu Kyūkō, ein Unternehmen der Tokyu Group, betreibt die Nahverkehrszüge von Atami über Itō nach Shimoda. Diese verkehren tagsüber ungefähr jede halbe Stunde und werden in Itō in der Regel durchgebunden, sodass dort das Umsteigen entfällt. Da die Izu-Halbinsel ein beliebtes Ziel für Touristen aus der Hauptstadtregion ist, betreibt JR East zahlreiche umsteigefreie Direktverbindungen von Tokio nach Shimoda. Dies betrifft insbesondere die ungefähr alle 30 bis 60 Minuten verkehrenden Odoriko-Schnellzüge, die immer in Atami und Itō halten, an Wochenenden auch an allen anderen Bahnhöfen der Itō-Linie. Drei Zugpaare werden als Super View Odoriko mit Panoramawagen geführt.
Das eingesetzte Rollmaterial besteht im Lokalverkehr aus den Triebzug-Baureihen 2100 und 8000 der Izu Kyūkō sowie den Baureihen 211 und E231 von JR East. Die Schnellzüge waren Triebzüge der Baureihen 185 (Odoriko) und 251 (Super View Odoriko), die durch die Baureihen E257 und E261 (Saphir Odoriko) abgelöst wurden.

## Geschichte
Als die neue Trasse der Tōkaidō-Hauptlinie durch den Tanna-Tunnel (eröffnet 1934) noch im Bau war, plante das Eisenbahnministerium auch eine zweigleisige Zweigstrecke von Atami nach Shimoda. Aufgrund technischer Probleme und der Austeritätspolitik von Premierminister Hamaguchi Osachi zu Beginn der Weltwirtschaftskrise reichten die finanziellen Mittel vorerst nur für eine eingleisige Strecke nach Itō. Das gebirgige Terrain erforderte zahlreiche Brücken- und Tunnelbauwerke. Den Arbeitern machten insbesondere unterirdische Heißwasserquellen zu schaffen. Das erste Teilstück zwischen Atami und Ajiro wurde am 30. März 1935 eröffnet, am 15. Dezember 1938 folgte der Abschnitt zwischen Ajiro und dem vorläufigen Endbahnhof Itō.
Die Strecke war von Anfang an elektrifiziert. Weitere Arbeiten verzögerten sich und mussten nach dem Ausbruch des Zweiten Weltkriegs ganz aufgegeben werden. Die anschließende Strecke nach Shimoda wurde erst ein Vierteljahrhundert später durch das Unternehmen Izu Kyūkō verwirklicht. Die Japanische Staatsbahn plante den zweigleisigen Ausbau der gesamten Itō-Linie. Letztlich erhielt aber nur der parallel zur Tōkaidō-Hauptlinie verlaufende Abschnitt zwischen Atami und Kinomiya ein zweites Gleis, das am 9. September 1968 in Betrieb ging. Am 1. Februar 1984 stellte die Staatsbahn den Schienengüterverkehr ein. Im Rahmen der Staatsbahnprivatisierung ging die Strecke am 1. April 1987 in den Besitz der neuen Gesellschaft JR East über, während JR Freight den Güterverkehr wieder aufnahm.

## Bilder

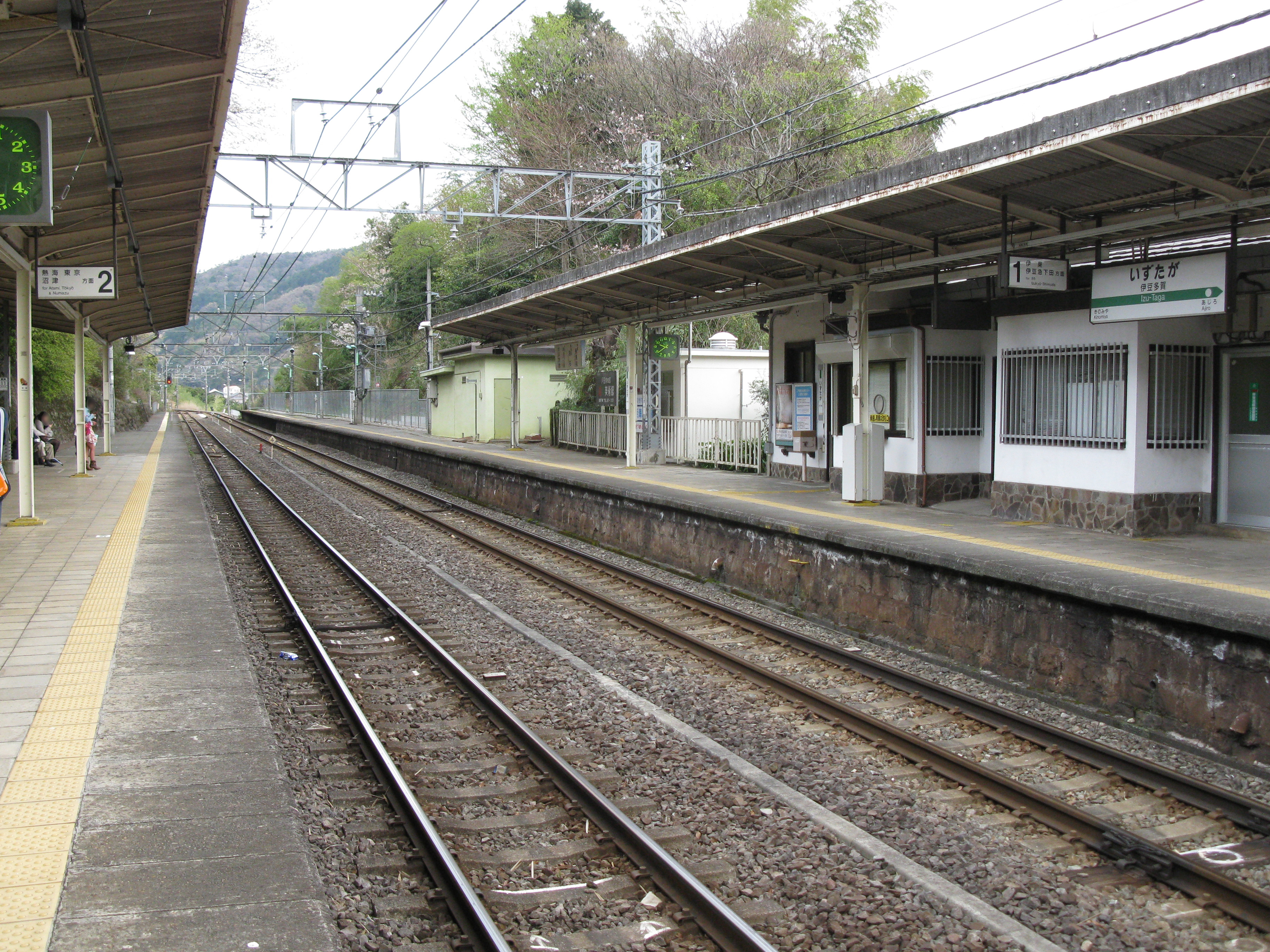
Bahnhof Izu-Taga
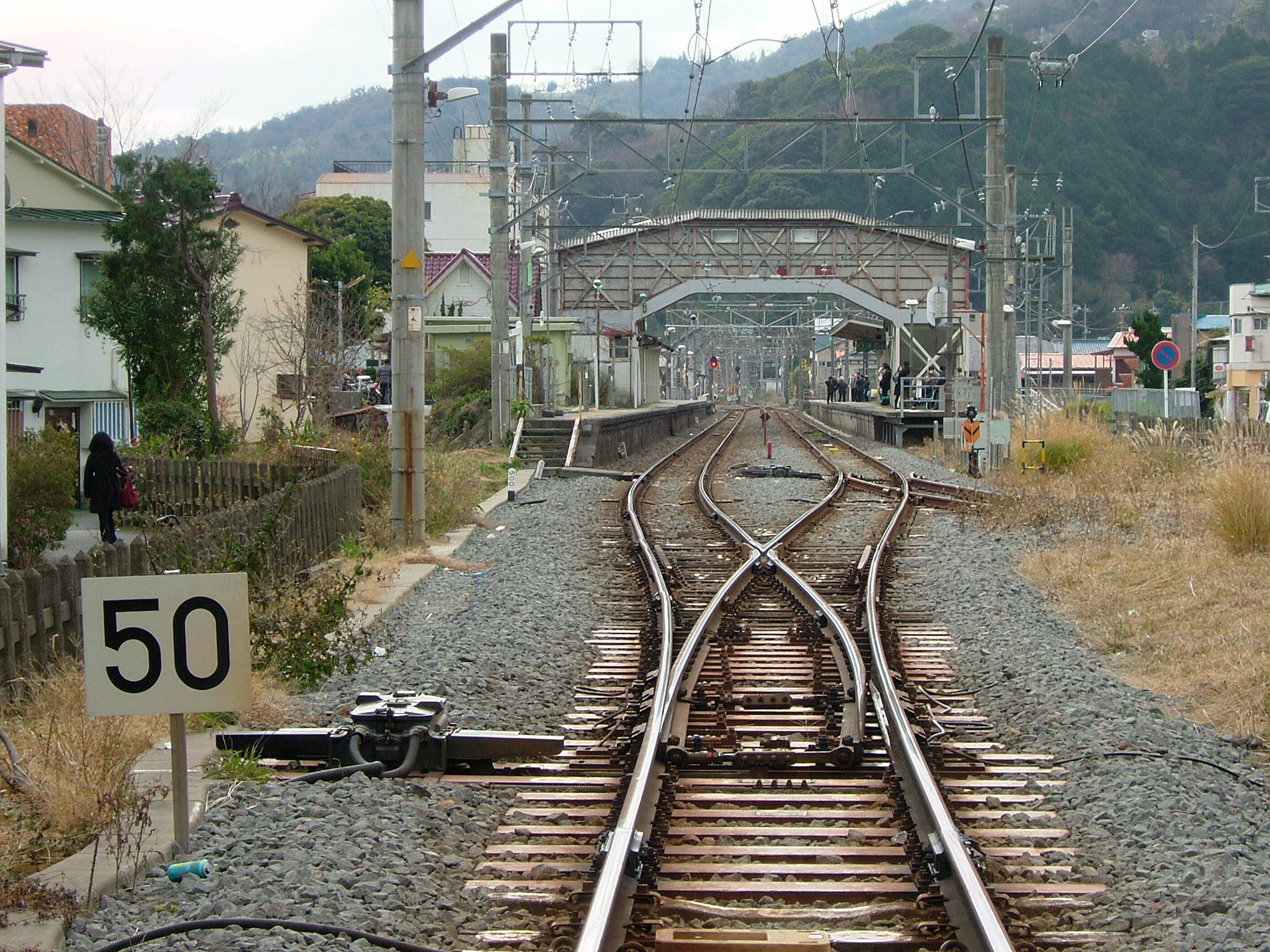
Bahnhof Usami
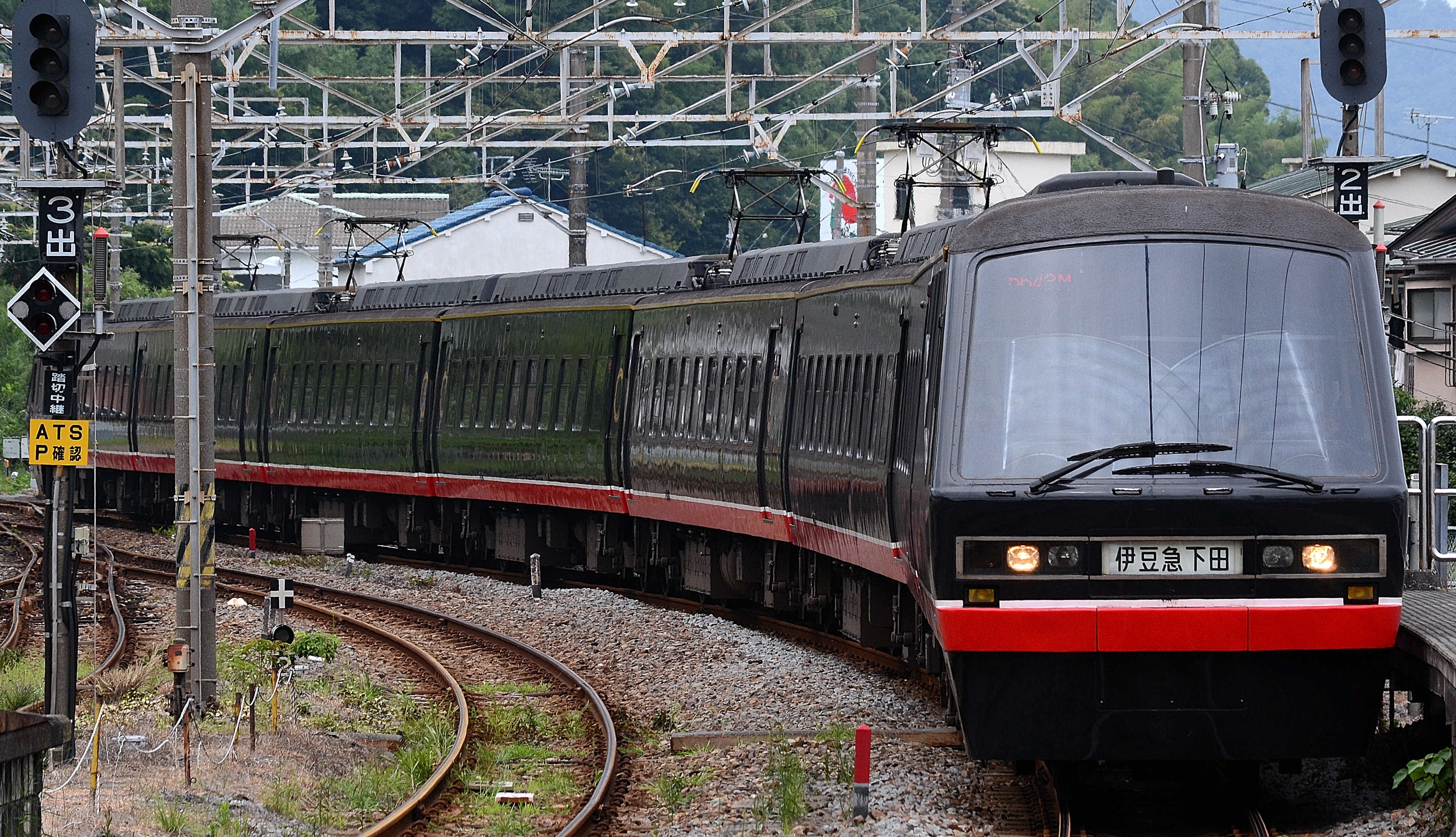
Triebzug der Baureihe 2100

## Liste der Bahnhöfe
| Name                | km   | Anschlusslinien                       | Lage   | Ort   | Präfektur |
| ------------------- | ---- | ------------------------------------- | ------ | ----- | --------- |
| Atami (熱海)        | 00,0 | Tōkaidō-Shinkansen Tōkaidō-Hauptlinie | Koord. | Atami | Shizuoka  |
| Kinomiya (来宮)     | 01,2 |                                       | Koord. | Atami | Shizuoka  |
| Izu-Taga (伊豆多賀) | 06,0 |                                       | Koord. | Atami | Shizuoka  |
| Ajiro (網代)        | 08,7 |                                       | Koord. | Atami | Shizuoka  |
| Usami (宇佐美)      | 13,0 |                                       | Koord. | Itō   | Shizuoka  |
| Itō (伊東)          | 16,9 | Izu-Kyūkō-Linie                       | Koord. | Itō   | Shizuoka  |